# Galium juniperinum
Galium juniperinum är en måreväxtart som beskrevs av Paul Carpenter Standley. Galium juniperinum ingår i släktet måror, och familjen måreväxter. Inga underarter finns listade i Catalogue of Life.